# Elekes Ferenc (bányász)
Elekes Ferenc (Diósad, 1905. április 5. – Dorog, 1967. április 6.) Kossuth-díjas vájár, a Dorogi Szénbányák VIII-as aknájának dolgozója, sztahanovista.

## Életútja
Elekes András és Sziget Julianna fiaként született. Hat elemit végzett. 1922 és 1940 között a zsil-völgyi bányákban dolgozott, ahol előbb csillésként, majd segédvájárként, végül 1940-ben vájárként dolgozott. 1930 és 1940 között a romániai bányászszakszervezet tagja.
1926-ban Diósadon házasságot kötött Szigeti Annával. 1940-ben Dorogra került, miután családját kitelepítették Erdélyből, 1941-től a dorogi szénbányában vájárként dolgozott. 1945-től a bányamunkások szakszervezetének tagja, belépett a Magyar Kommunista Pártba, az MDP, majd MSZMP tagja volt. 1953-ban a Magyar Függetlenségi Népfront Komárom megyei listájáról országgyűlési képviselővé választották.
1950-ben a Magyar Munka Érdemrend bronz fokozatával, majd 1951-ben az arany fokozattal díjazták, valamint a Minisztertanácsi Érdemérem arany fokozatával ismerték el. 1953-ban megkapta a Kossuth-díj bronz fokozatát, az indoklás szerint „munkaszervezéséért. Az elmaradók [ti. a meghatározott norma alatt teljesítők] közül több olyan csoportvezetőt nevelt, akiknek teljesítménye ma már 100 százalékon felül van. Átlagteljesítménye 1952-ben 152 százalék volt, jelenleg [1953-ban] ötéves terve befejezésén dolgozik”.
Részt vett a sztahanovista mozgalomban. 1948 és 1953 között a Szabad Nép című napilap munkaversennyel kapcsolatos cikkeiben 6 alkalommal szerepelt.
Nikotinos permetezőszerrel követett el öngyilkosságot 1967-ben.